# Euophrys canariensis
Euophrys canariensis es una especie de araña saltarina del género Euophrys, familia Salticidae. Fue descrita científicamente por Denis en 1941.
Habita en islas Canarias.